# Overton (Nebraska)
Overton je selo u američkoj saveznoj državi Nebraska. Prema popisu stanovništva iz 2010. u njemu je živjelo 594 stanovnika.